# Petru Bogatu
Petru Bogatu (Slobozia, 12 luglio 1951 – Chișinău, 22 marzo 2020) è stato un giornalista e scrittore moldavo naturalizzato rumeno.

## Biografia
Petru Bogatu nacque il 12 luglio 1951 a Slobozia. Si laureò all'Università Statale di Bălți e all'Università di Rostov sul Don. Giornalista dal 1975, fu corrispondente e poi editore di Satul Nou (con sede a Slobozia), editore, commentatore e vice-caporedattore della televisione pubblica moldava Moldova 1, vice caporedattore del giornale Ţara, analista politico e redattore del giornale Flux. Bogatu inoltre insegnò presso il Dipartimento di Giornalismo e Scienze della comunicazione all'Università Statale della Moldavia.
Fu vicepresidente del Fronte Popolare Moldavo dal 1990 al 1992. 
Lavorò per Vocea Basarabiei , Jurnal TV e Jurnal Trust Media , che lasciò nel settembre 2013.
Negli ultimi anni fu commentatore politico e scrittore indipendente per il quotidiano Ziarul Național.
Morì di cancro il 22 marzo 2020.

## Controversie
Nell'ottobre 2015 Petru Bogatu, come colonnista indipendente per Ziarul Național, criticò duramente Vladimir Plahotniuc per "aver usurpato l'amministrazione centrale del paese" e per "aver subordinato a lui i giudici e i pubblici ministeri, soggiogando in questo modo le istituzioni costituzionali del paese. Di conseguenza, ha trasformato lo stato in una ditta privata, e la giustizia in una gestapo per l'intimidazione e la sepoltura dei suoi oppositori politici". L'anno dopo tuttavia Bogatu lavorò presso Prime TV, un canale di proprietà di Plahotniuc, , come produttore e presentatore del programma televisivo Cronica lui Bogatu sul canale Prime TV.

## Libri
- 2008 - Giornalismo d'inchiesta (manuale) ISBN 978-9975-80-188-1
- 2012 - Cordone di tre fili (romanzo) ISBN 978-9975-53-157-3